# 慶派
慶派（けいは）是平安時代末期至江戶時代的佛師之一派。定朝之孫賴助的奈良佛師的傍系出身，但是，形成七條佛所，成為主流派。

## 名稱由來
名中有「慶」字之佛師輩出而得名。但是，正系在南北朝時代以降多用「康」字。

## 主要佛師
- 康慶（奈良佛師、康朝弟子。）
- 運慶
- 快慶
- 湛慶
- 定覚
- 定慶
- 康運
- 康弁
- 康勝
- 運賀
- 運助
- 康俊
- 康正
- 行快
- 栄快
- 長快

## 關連項目
- 院派
- 圓派
- 善派
- 松本明慶